# سیکورسکی اس-۷۵
سیکورسکی اس-۷۵ (به انگلیسی: Sikorsky S-75) یک بالگرد ساختِ کارخانهٔ سیکورسکی در کشور ایالات متحده آمریکا است. نخستین استفاده‌کنندهٔ این بالگرد نیروی زمینی ایالات متحده آمریکا بوده‌است. این هواگرد برای نخستین بار در ۱ ژوئیه ۱۹۸۴ میلادی مورد استفاده قرار گرفت.